# تسوية تاريخية (إيطاليا)

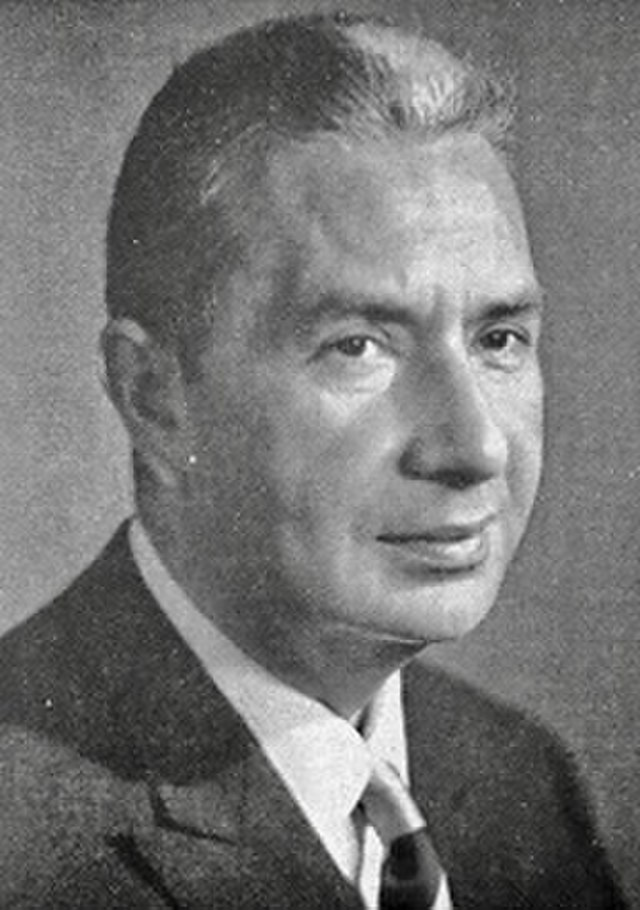
ألدو مورو في عام 1968

مصطلح التسوية التاريخية يشير إلى تسوية الخلافات بين الحزب الديمقراطي المسيحي الإيطالي و الحزب الشيوعي الإيطالي في السبعينات، بعد أن اعتنق الأخير الشيوعية الأوروبية بقيادة إنريكو برلينغوير. أنهى اغتيال ألدو مورو زعيم الحزب المسيحي الديمقراطي عام 1978 هذه التسوية.